# Norrlands trängbataljon
Norrlands trängbataljon (Trängbat/I 5), tidigare Norrlands trängkår (T 3), var ett trängförband inom svenska armén som verkade i olika former åren 1893–2004. Förbandsledningen var mot slutet förlagd i Östersunds garnison i Östersund.

## Historia

### Bildandet
Förbandet sattes upp 1893 som Norrlands trängbataljon och förlades till en början till Fredrikshovs slott i Stockholm i väntan på att kasernetablissement skulle uppföras i Sollefteå, dit flytten skedde 1898. År 1902 omorganiserades bataljonen till att bli Norrlands trängkår.

### Rang- och ordningsnummer
Den rangordning som hade fastställts i 1634 års regeringsform började halta och skapa luckor efter freden i Fredrikshamn den 17 september 1809, då Finland tillföll Ryssland och de svenska regementen i Finland upplöstes. Därmed fanns det ett behov med att skapa ett nytt system. Under kronprins Karl Johans tid infördes 1816 ett nytt numreringssystem, där de svenska regementena genom en generalorder den 26 mars 1816 tillfördes ett officiellt ordningsnummer. Till grund för numreringen låg inte bara ett regementes status, utan också de svenska landskapens inbördes ordning, samt att Svealand, Götaland och Norrland skulle varvas. De lägsta ordningsnumren tilldelades "liv- och hus- trupperna". Dessa nummer hade dock ingenting med rangordningen att göra, vilket bland annat framgår av gamla förteckningar där infanteri- och kavalleriförband är blandade just med hänsyn till rang och värdighet. När Norrlands trängkår bildades 1893 tilldelades kåren ordningsnumret № 3.
I samband med 1914 års härordning justerades 1914 samtliga ordningsnummer inom armén. För till exempel Norrlands trängkår innebar det att regementet blev tilldelad beteckningen T 3. Justeringen av beteckningen gjordes för att särskilja regementen och kårer mellan truppslagen. Det med bakgrund till att namn och nummer som till exempel № 3 Livregementets grenadjärkår och № 3 Livregementets husarkår kunde förefalla egendomliga för den som inte kände till att förbanden ifråga tillhörde skilda truppslag.

### 1948 års försvarsbeslut
Genom försvarsbeslutet 1948 beslutade riksdagen att avveckla tygtrupperna och intendenturtrupperna som truppslag. De ingående förbanden i truppslagen uppgick under åren 1948–1951 i trängtrupperna. Genom den omorganisationen upphöjdes kåren den 1 juli 1949 till regemente och antog namnet Norrlands trängregemente (T 3). Den 1 juli 1951 tillkom Tredje intendenturkompaniet (Int 3). 

### OLLI-reformen
I samband med OLLI-reformen, vilken genomfördes inom försvaret åren 1973–1975, sammanslogs Västernorrlands regemente (I 21) med Västernorrlands försvarsområde (Fo 23) och bildade 1974 försvarsområdesregemente I 21/Fo 23. Detta medförde att Norrlands trängregemente som ingick i Västernorrlands försvarsområde kom att bli ett B-förband (utbildningsregemente) och dess mobiliserings- och materialansvar överfördes till Västernorrlands regemente, som blev ett A-förband (försvarsområdesregemente).

### Försöksorganisationen
Den 1 juli 1983 uppgick regementet i Sollefteå armégarnison (SAG), vilken var en försöksorganisation bestående av Västernorrlands regemente (I 21), försvarsområdesstaben (Fo 23) och Ångermanlandsbrigaden (NB 51). Den 30 juni 1990 upplöstes försöksorganisation och Norrlands trängregemente blev åter ett självständigt förband.

### Försvarsbesluten
Som ett led i försvarsutredning 1988 föreslog regeringen i sin proposition 1989/90:9 att Norrlands trängregemente skulle avvecklas, men att en underhållsenhet skulle bibehållas i Sollefteå, för att istället ingå i Västernorrlands regemente. Vidare ansågs att något av arméförbanden i Boden borde ges ansvaret för den del av utbildningen vid T 3 som flyttas till övre Norrland. Någon avveckling av Norrlands trängregemente blev aldrig verklig, istället beslutades att Norrlands trängregemente skulle lämna sitt kasernetablissement på Trängvägen, för att samlokaliseras med Västernorrlands regemente (I 21) i kasernetablissementet i Hågesta. Inför försvarsbeslutet 1992 hade ÖB föreslagit att avveckla hela garnisonen, men regeringen ansåg då att de regionalpolitiska konsekvenserna vägde tyngre än de operativa och försvarsekonomiska konsekvenserna och ansåg att ÖB:s förslag framstod som mindre lämpligt. Med försvarsbeslutet kom samtliga utbildningsregementen som inte uppsatte ett krigsförband i storlek av ett regemente inte heller att benämnas regemente. Detta då regeringen ansåg att grundorganisationen skulle spegla krigsorganisationen. I samband med detta reducerades regementet den 1 juli 1994 till kår och antog sitt gamla namn Norrlands trängkår (T 3).
Inför försvarsbeslutet 2000 stod det klart att en av de två trängkårerna, Göta trängkår (T 2) och Norrlands trängkår (T 3), skulle avvecklas. Regeringen ansåg att trängkåren i Skövde hade bäst förutsättningar till att utvecklas till en försvarsmaktsgemensam huvudenhet för underhållstjänst. Detta delvis på grund av att regeringen även föreslog en avveckling av Västernorrlands regemente (I 21) samt Ångermanlandsbrigaden (NB 21), vilket skulle lämna Norrlands trängkår ensamt inom Sollefteå garnison. Till Göta trängkårs fördel ansåg regeringen närheten inom Skövde garnison till mekaniserade förband, militärområdesverkstaden, mekanikerskola samt närhet till Försvarsmedicincentrum samt ett flertal större sjukhus. Dock ansåg regeringen att det borde finnas underhållsutbildning med vinterutbildning i norra Sverige, vilken då skulle förläggas till Östersunds garnison och samlokaliserades med Arméns tekniska skola (ATS) och Motorskolan (MS). Därmed avvecklades Norrlands trängkår den 30 juni 2000 som självständigt förband för att den 1 juli 2000 uppgå som en utbildningsbataljon under namnet Norrlands trängbataljon (Trängbat/I 5) i Jämtlands fältjägarregemente (I 5). Bataljonen började inordnas den 1 juli 2000 och den 31 mars 2001 var avvecklingsarbetet slutfört i Sollefteå.
I samband med försvarsbeslutet 2004 beslutade riksdagen att bataljonen tillsammans med Jämtlands fältjägarregemente skulle upplösas och avvecklas. Den 31 december 2004 avvecklades bataljonen och från den 1 januari 2005 övergick bataljonen till en avvecklingsorganisation, vilken fick verka fram till dess att avvecklingen skulle vara slutförd senast den 30 juni 2006.  Den ceremoniella avvecklingen skedde den 8 april 2005 och den 17 juni 2005 genomfördes en gemensam avvecklingsceremoni för de förband och skolor i Östersunds garnison som berördes av försvarsbeslutet. Ceremonin hölls på Österängsparken i Östersund.

## Förläggningar och övningsplatser

### Förläggning
När förbandet bildades 1893 var det de första åren samgrupperade med Svea trängbataljon i Marieberg, Stockholm. I maj 1894 omlokaliserades förbandet till Fredrikshovs slott och den 7 maj 1898 flyttade förbandet in officiellt in i sitt nyuppförda kasernetablissement vid Trängvägen i Sollefteå. Kasernetablissementet kom under åren att utökas med två kasern, vilka uppfördes 1941 samt 1960. Den 1 juli 1992 skulle kasernområdet Remslemon på Trängvägen för att samlokaliseras med övriga förband i staden på Regementsvägen i Hågesta, där man förlades till Remselekasern. Den 6 augusti 1994 hölls en ceremoni över flytten, där Norrlands trängkår marscherade genom Sollefteå och togs emot av förbanden och dess personal i Hågesta.
Den 1 juli 2000 omlokaliserades förbandet en sista gång, då man lämnade Sollefteå och samlokaliserades med Jämtlands fältjägarregemente på Fältjägargränd i Östersunds garnison. I Östersund förlades trängbataljonen till kasern 3. Den 29 augusti 2001 nyinvigdes kasernen, då den bland annat hade försetts med nya våtutrymmen och ny ventilation, allt för att anpassa lokaliteterna till modern standard.

### Detachement
- T 3 Ljusdal (T 3 L) bildades den 1 januari 1946 som en mobiliseringscentral. Mobiliseringscentralen låg cirka 15 km nordost om Ljusdal längsmed Lostervägen. Den 31 mars 1957 avvecklades mobiliseringscentralen och övergick som förrådsort till Norrlands trängregemente.[4]

- T 3 Sandviken (T 3 S) bildades den 1 januari 1946 som en mobiliseringscentral. Mobiliseringscentralen låg cirka 6 km norr om Sandviken längsmed Järbovägen. Den 31 mars 1957 avvecklades mobiliseringscentralen och övergick som förrådsort inom Gävleborgs försvarsområde (Fo 21).[4]

## Heraldik och traditioner
Förbanden inom trängtrupperna saknade till en början en egen fana. Men vid trängtruppernas 50-årsjubileum den 1 september 1935 överlämnade chefen för Östra arméfördelningen Gösta Lilliehöök en fana till Norrlands trängkår. Den 10 september 1961 överlämnades förbandets andra fana, då av Arméchefen Thord C:son Bonde. Den 21 oktober 1995 mottog kåren sin sista fana, vilken överlämnades på Artillerigården i Stockholm av Arméchefen Åke Sagrén.
År 1994 instiftades Norrlands trängkårs förtjänstmedalj i guld (NTKGM), samt Norrlands trängkårs hedersmedalj i brons (NorrltrkBM). År 2000 instiftades Norrlands trängkårs minnesmedalj i silver (NorrltrkMSM).
Vid avvecklingen 2005 kom förbandets traditioner att överföras och förvaltas av Trängregementet (TrängR), som sedan den 1 januari 2005 är det enda aktiva trängförbandet i Sverige. På västra sidan av Fredrikshovs slott sitter en minnesplatta över förbandets tid i Stockholm. På Sollefteå kyrkogård har kåren en egen gravplats.

## Förbandschefer
Regementschefer samt bataljon- och kårchefer verksamma under perioden 1893–2005:

- 1893–1897: Henrik Albin Stjernspetz
- 1897–1903: Nils Gustaf Hallström
- 1903–1907: Per Reinhold Georg Wilhelm von Heideman
- 1907–1908: Eduard Kraak
- 1908–1916: Berndt Reinhold Martin Festin
- 1917–1918: Richard Theodor Berg
- 1919–1924: Karl Erik Erhardt
- 1924–1929: Gösta Frössén
- 1929–1936: Carl Hilding Carlsson
- 1936–1944: Axel Joseph Einar Qvarnström
- 1944–1948: Sten Camitz
- 1948–1955: Bjarne Hemming Natt och Dag
- 1955–1958: Yngve Diurlin
- 1958–1963: Sigurd S:son Melin
- 1963–1972: Dag Nordenskjöld
- 1972–1974: Börje Wallberg
- 1974–1984: Per-Anders Lindespång
- 1984–1993: Björn Eklund
- 1994–1996: Urban Staaff
- 1996–1998: Jan Bergström
- 1998–1998: Leif Östberg (tillförordnad)
- 1998–2000: Per Lennerman
- 2000–2005: Anders Andersson

## Namn, beteckning och förläggningsort
| Kungl Norrlands trängbataljon  | 1893-11-03 | – | 1902-06-30 |
| Kungl Norrlands trängkår       | 1902-07-01 | – | 1949-06-30 |
| Kungl Norrlands trängregemente | 1949-07-01 | – | 1974-12-31 |
| Norrlands trängregemente       | 1975-01-01 | – | 1994-06-30 |
| Norrlands trängkår             | 1994-07-01 | – | 2000-06-30 |
| Norrlands trängbataljon        | 2000-07-01 | – | 2004-12-31 |
| Avvecklingsorganisation        | 2005-01-01 | – | 2006-06-30 |

| № 3              | 1893-11-03 | – | 1914-09-30 |
| T 3              | 1914-10-01 | – | 2000-06-30 |
| Trängbat(NT)/I 5 | 2000-07-01 | – | 2004-12-31 |

| Stockholms garnison/Fredrikshovs slott (F) | 1893-11-03 | – | 1898-05-06 |
| Sollefteå garnison (F)                     | 1898-06-07 | – | 2001-03-31 |
| Östersunds garnison (F)                    | 2000-07-01 | – | 2006-06-30 |

## Galleri

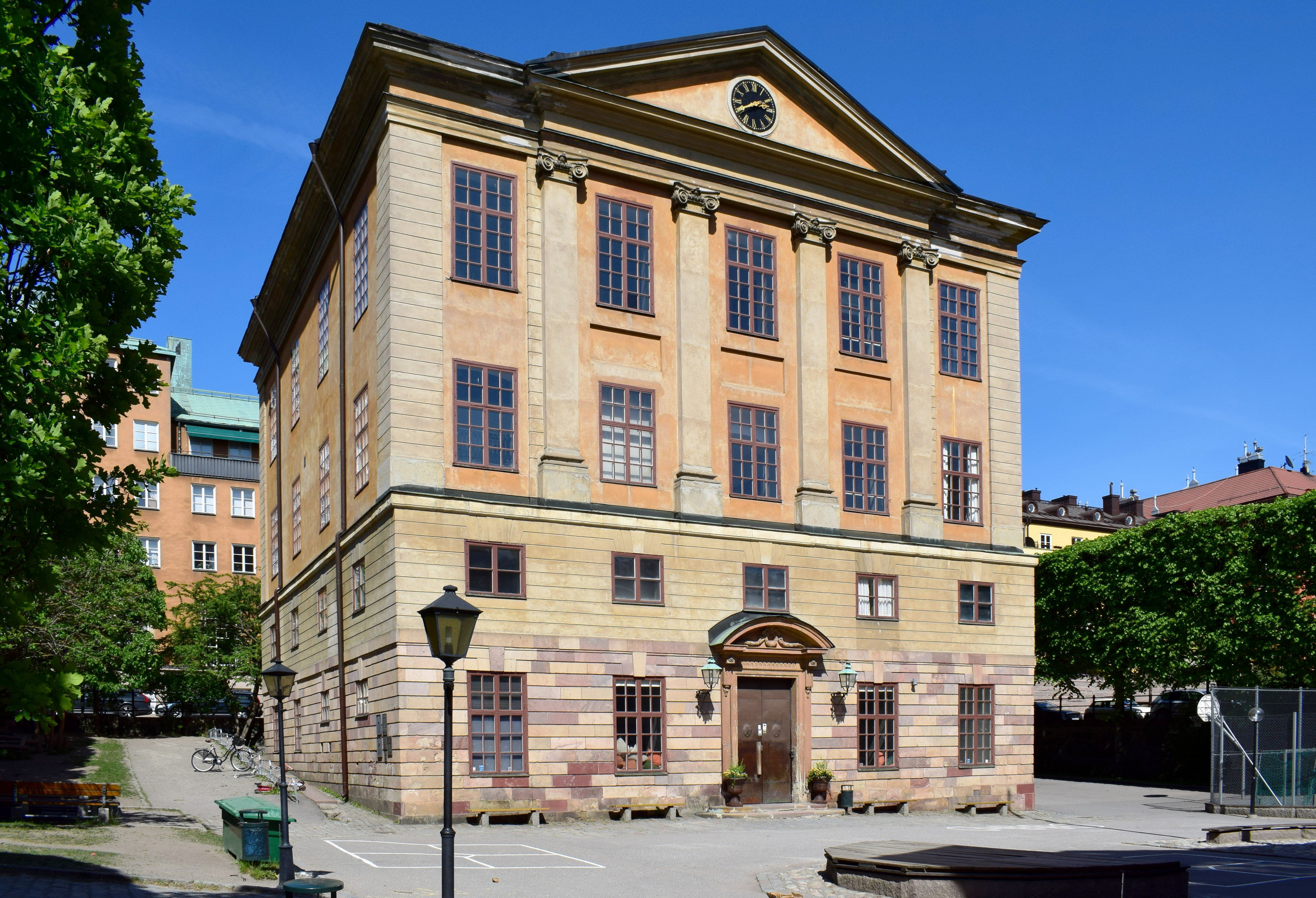
Fredrikshovs slott i Stockholm.
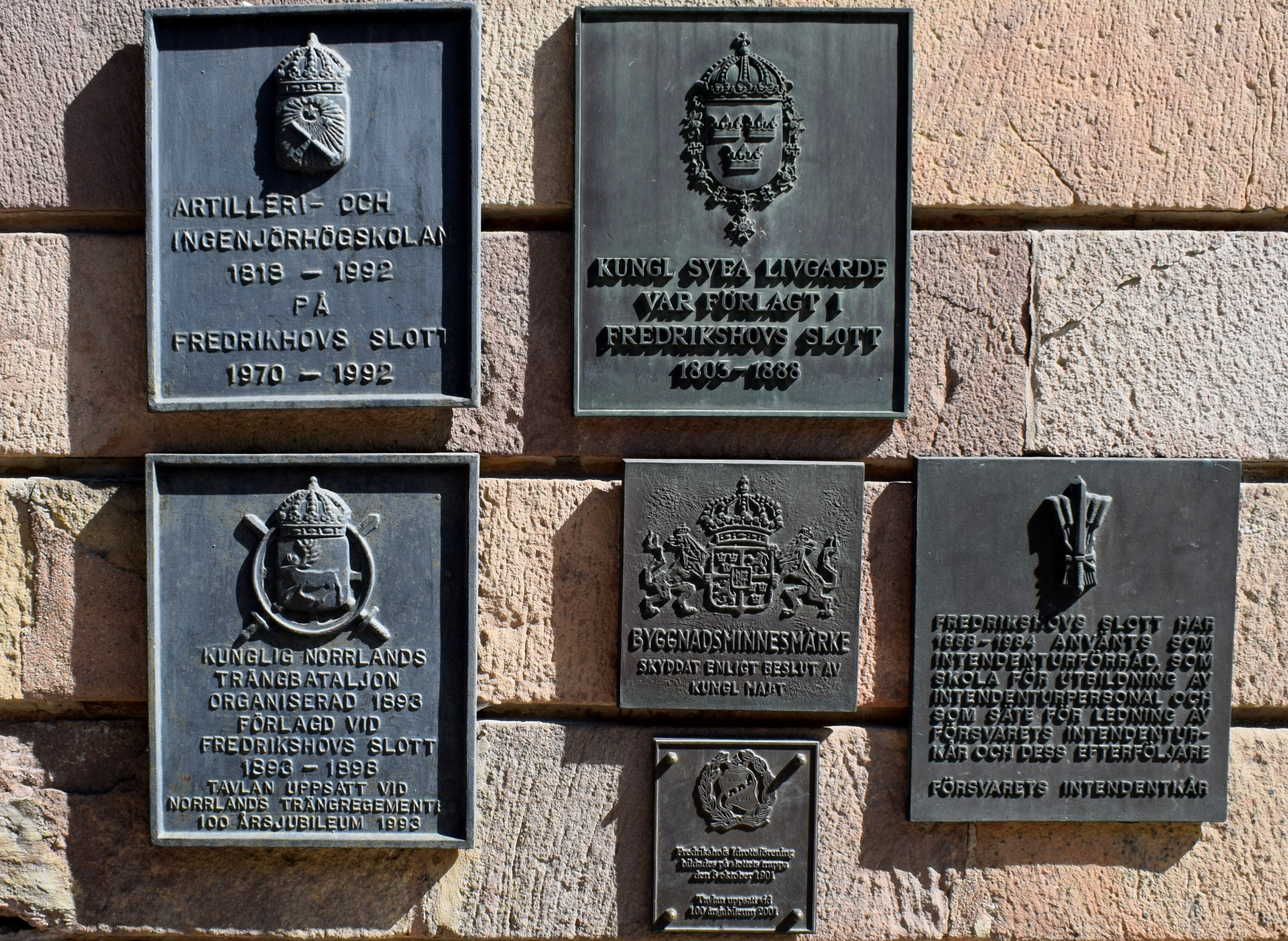
Minnestavla över Norrlands trängbataljons (samt övriga förband och skolor) tid vid Fredrikshovs slott i Stockholm.
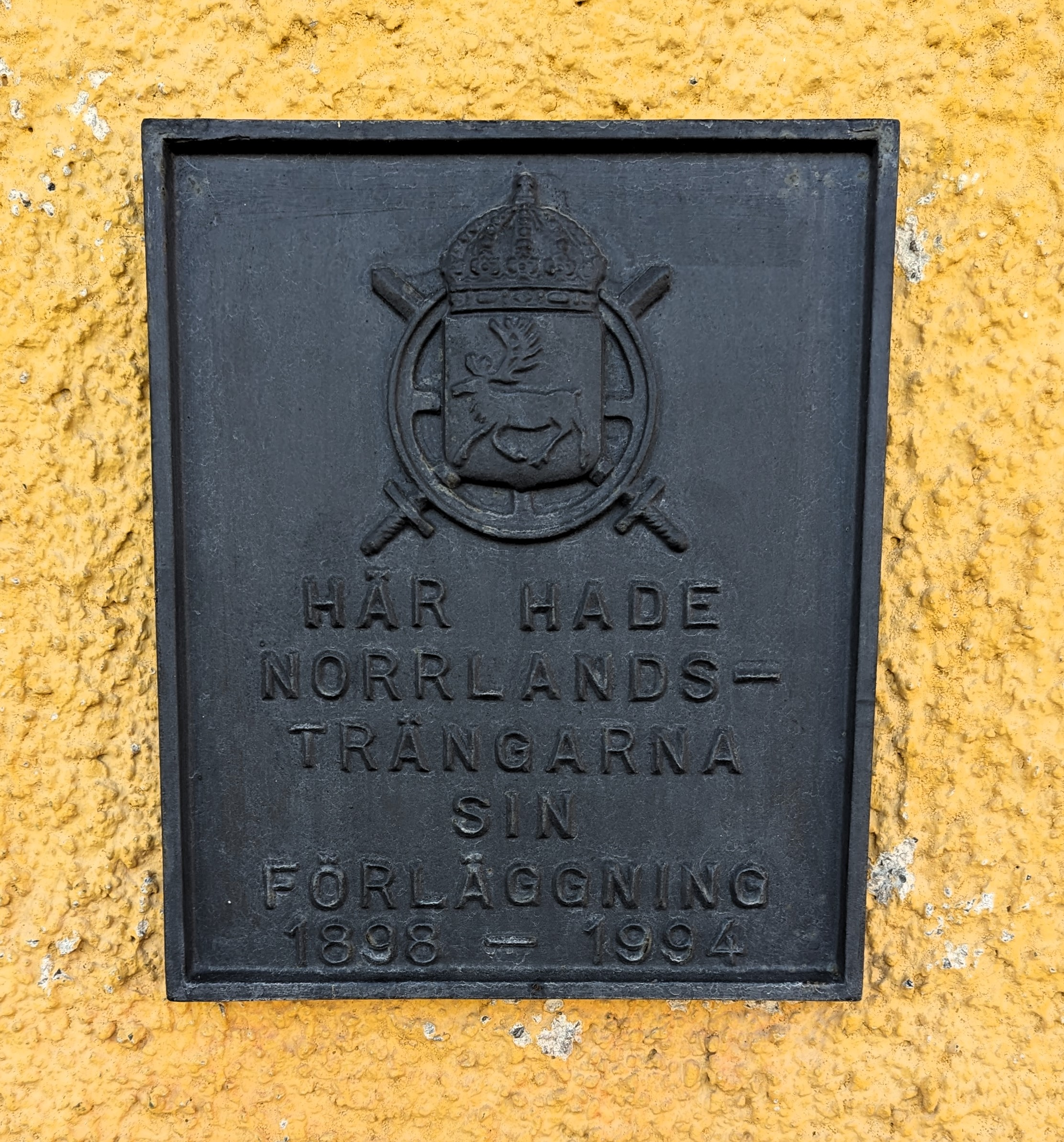
Minnestavla över Norrlands trängregementes tid vid Nipan.
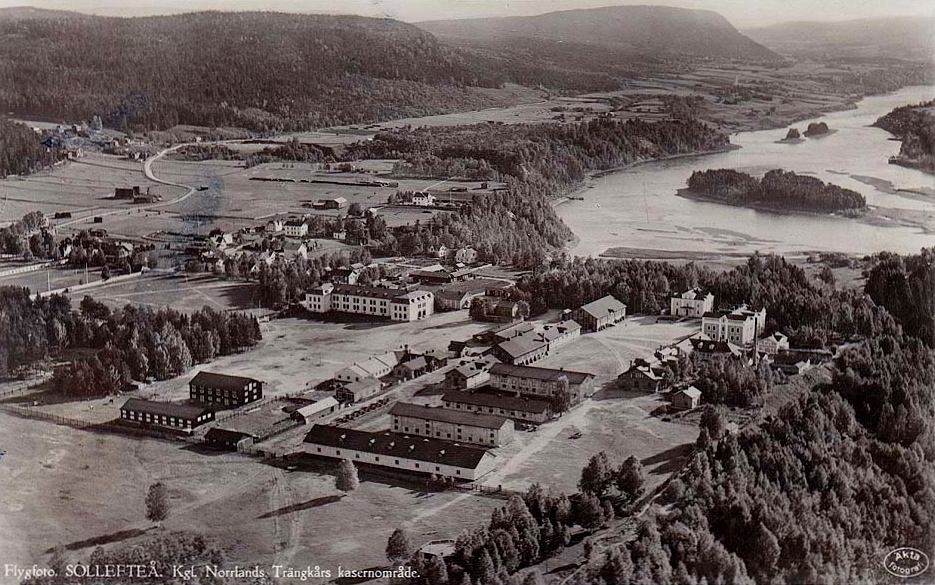
Flygbild över trängkasernerna i Sollefteå.
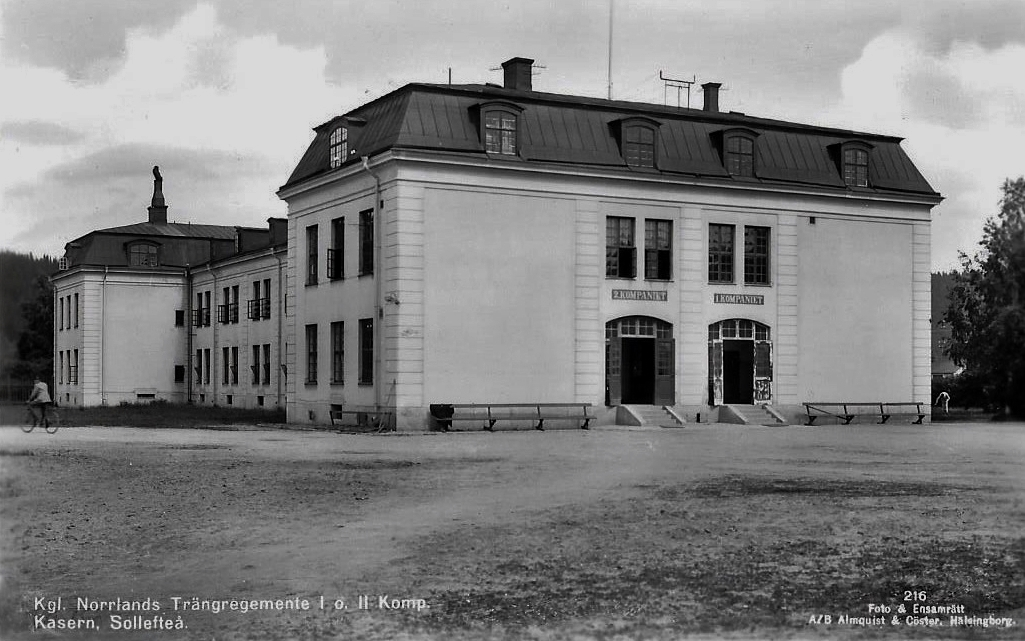
Kasernbyggnad vid Trängvägen i Sollefteå (1930-talet).
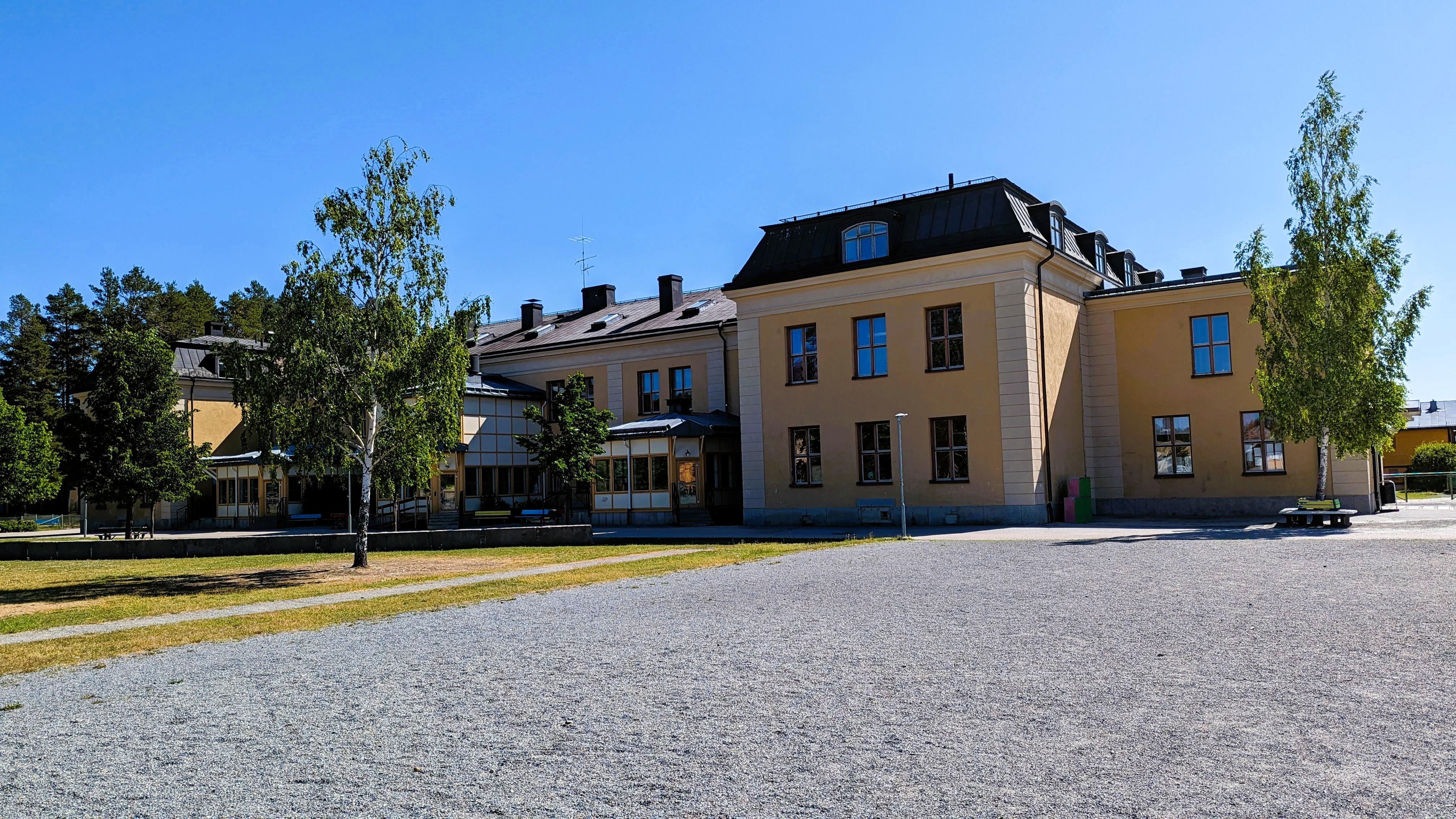
B-kasernen
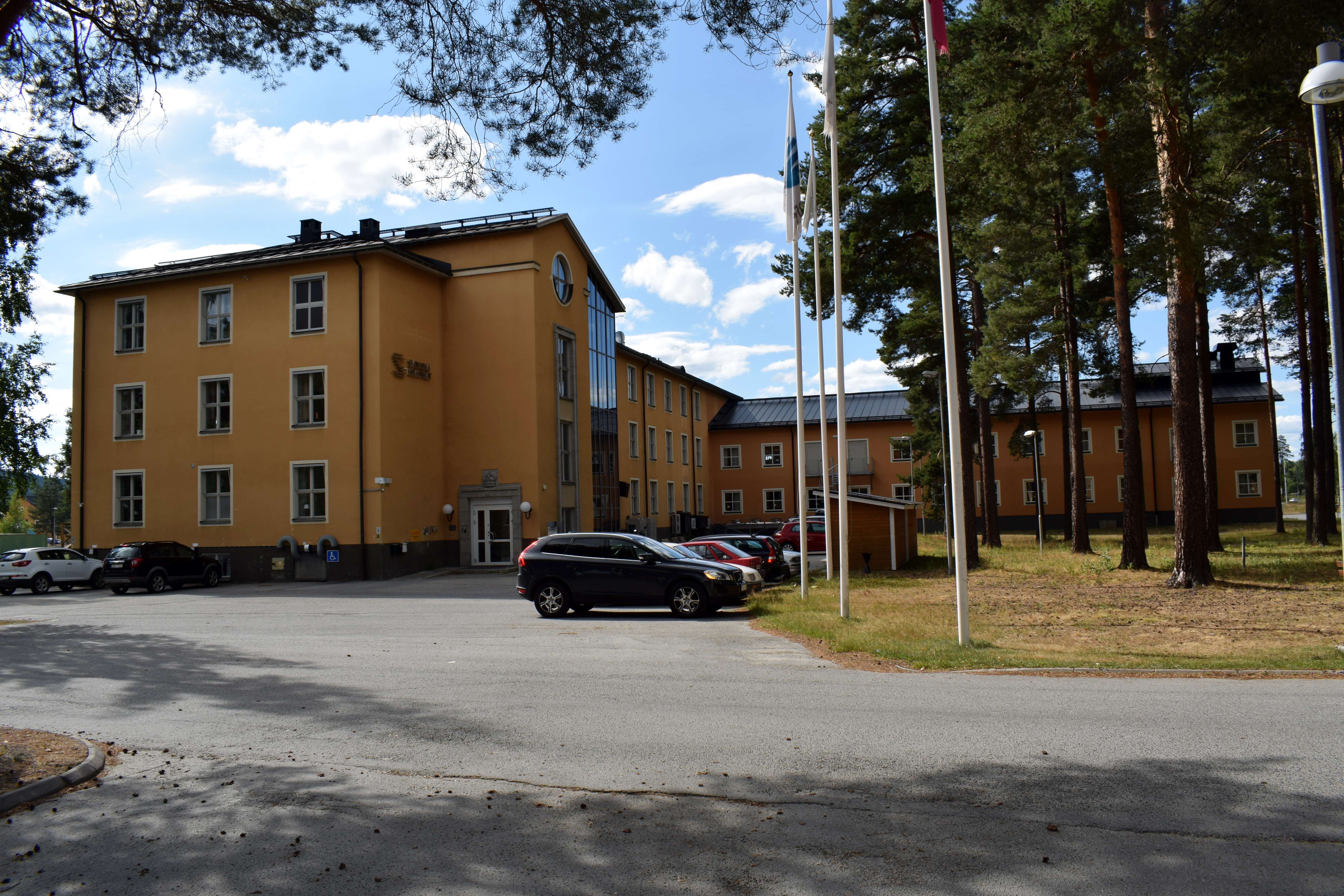
(Stabs?)byggnad vid Trängvägen i Sollefteå
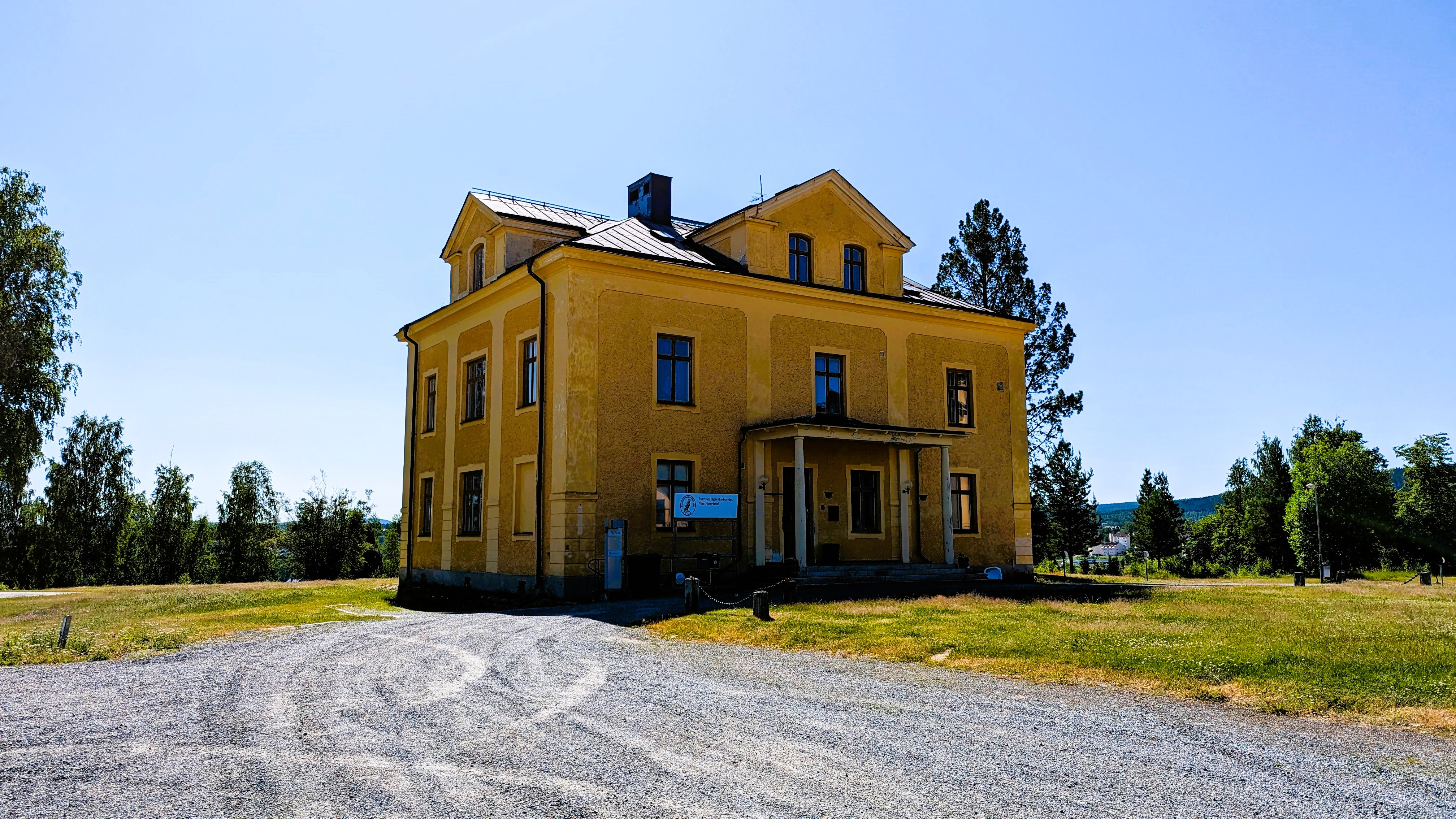
Kanslihuset
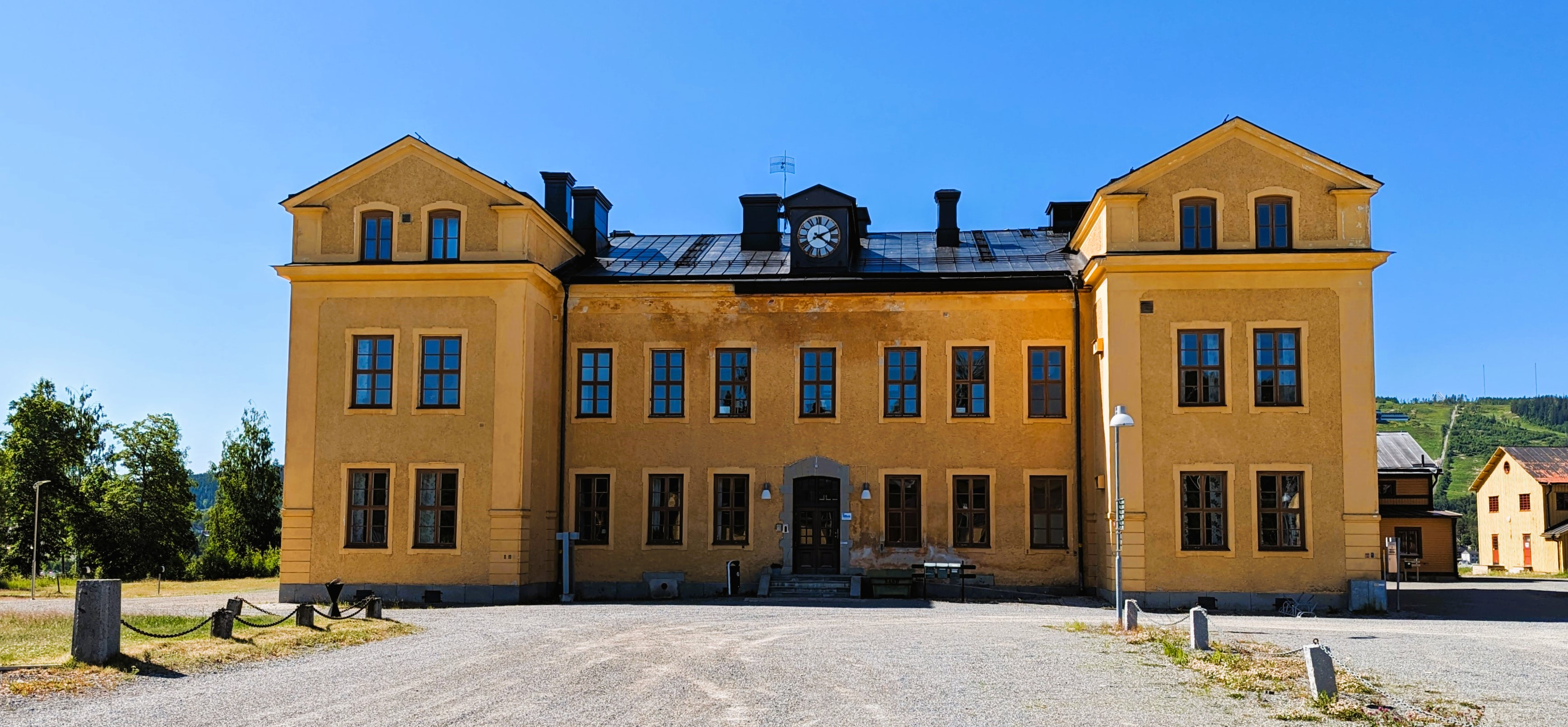
Det så kallade "klockhuset" på Trängvägen i Sollefteå.
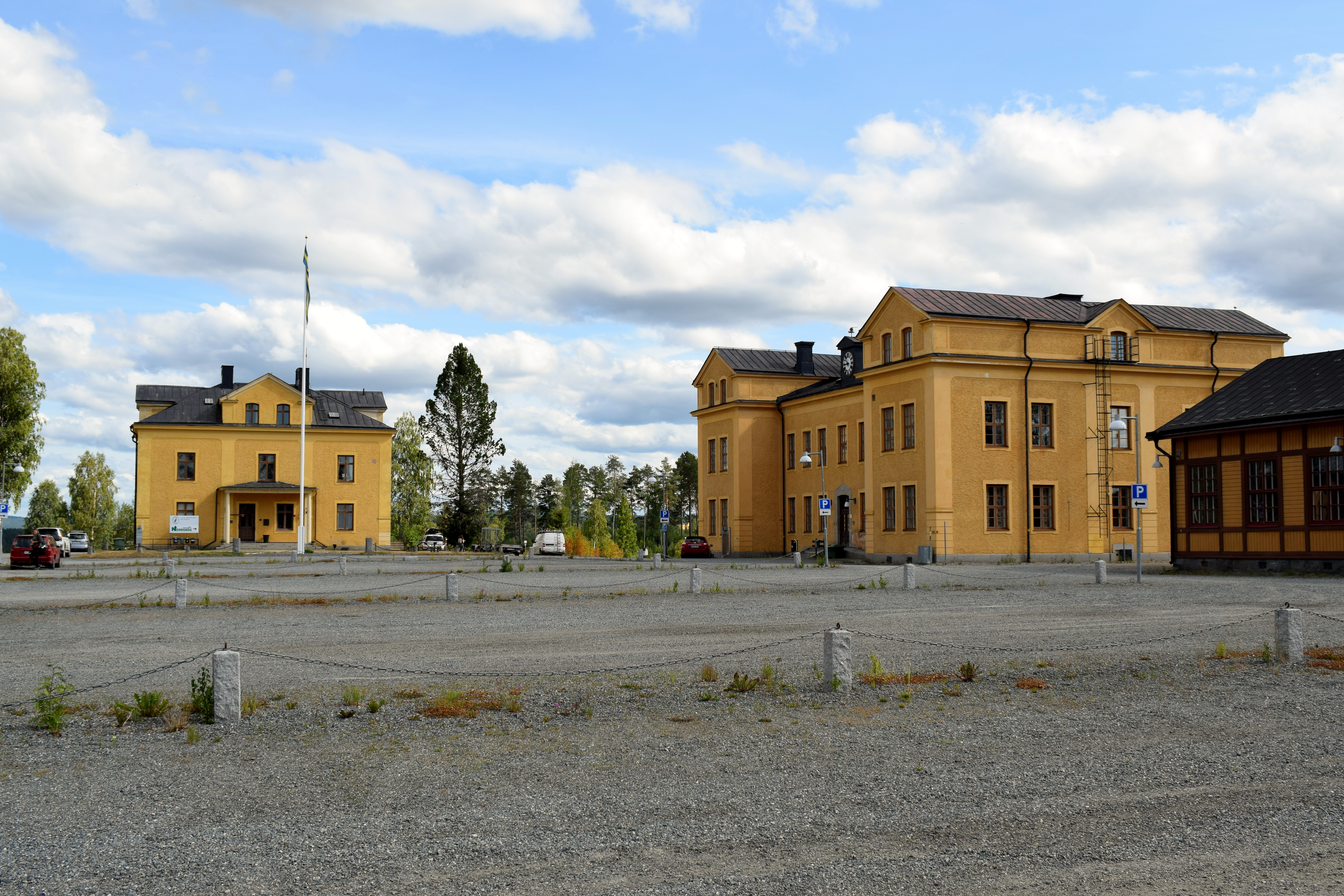
Vy över kaserngården vid Trängvägen i Sollefteå.
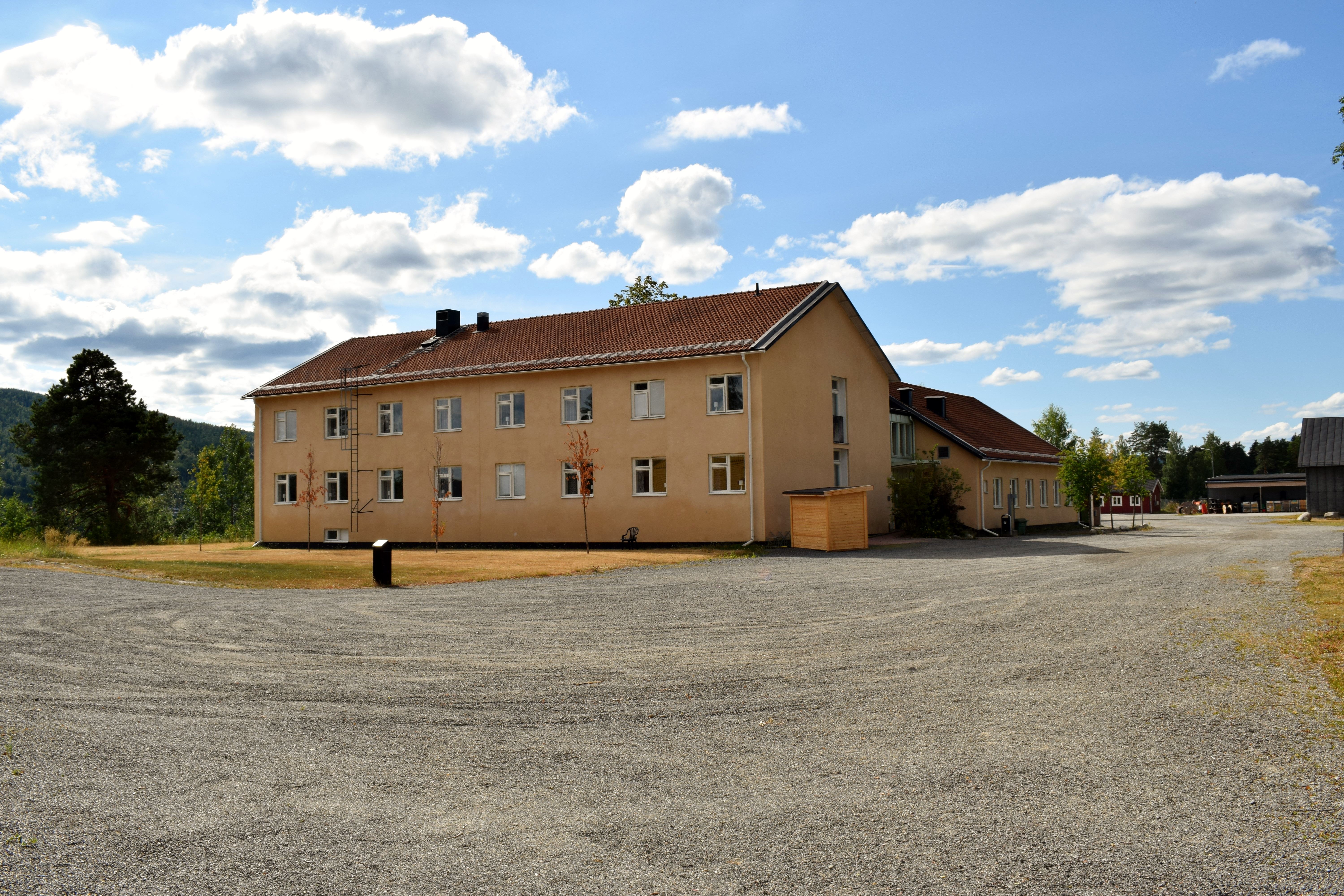
Kasern vid Trängvägen i Sollefteå.
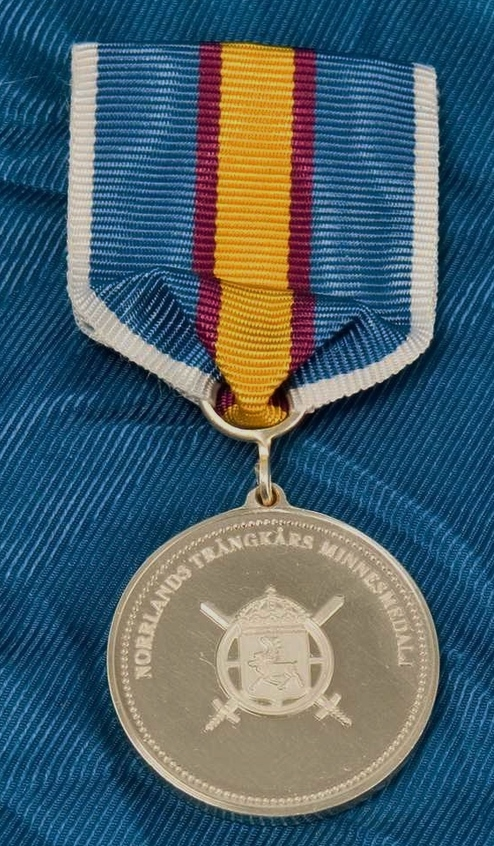
Minnesmedalj
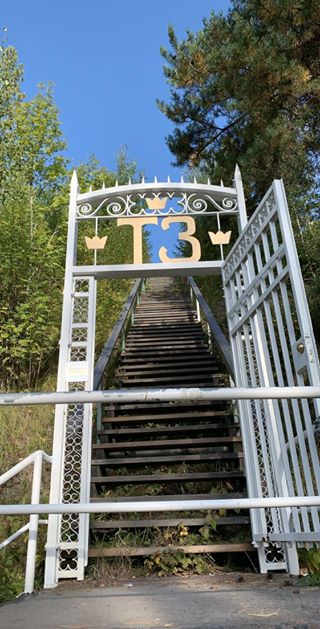
Officersgrinden.
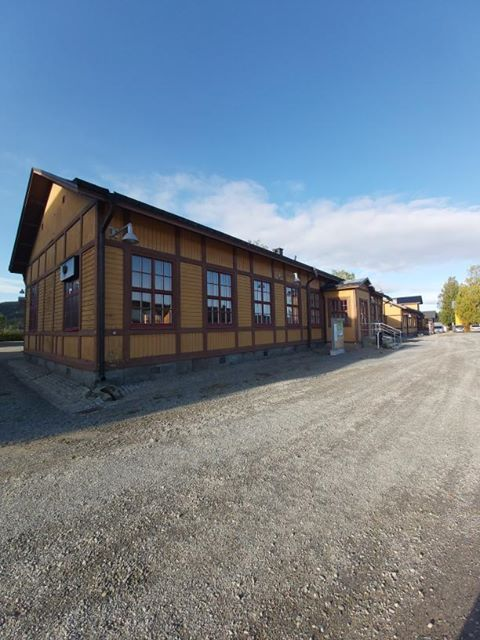
Filmsalen
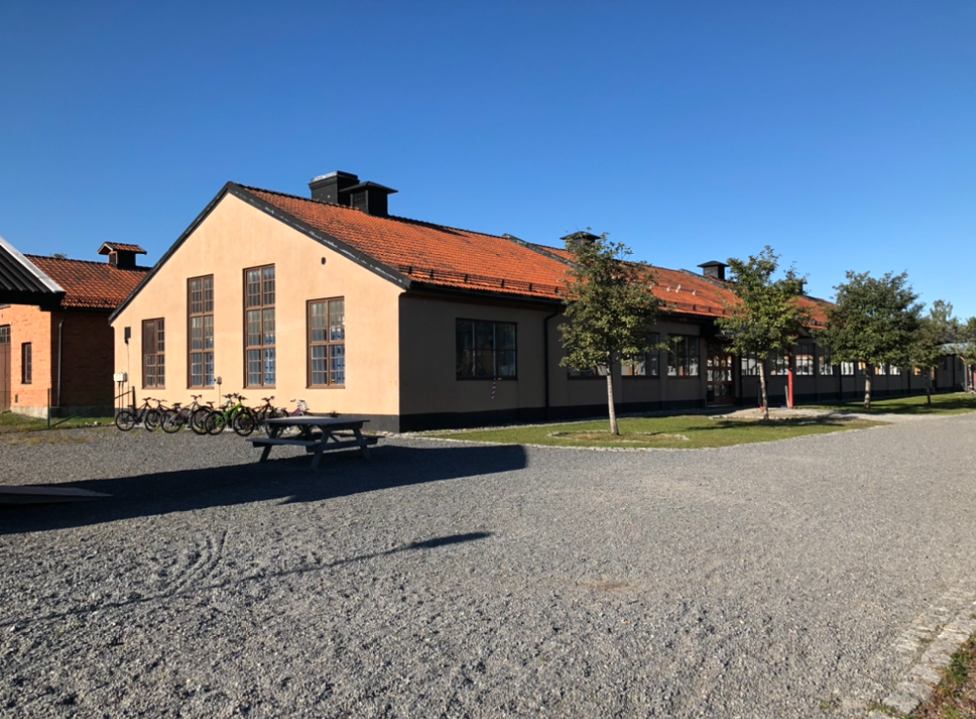
Centralt övningsmaterielförråd (CÖF)
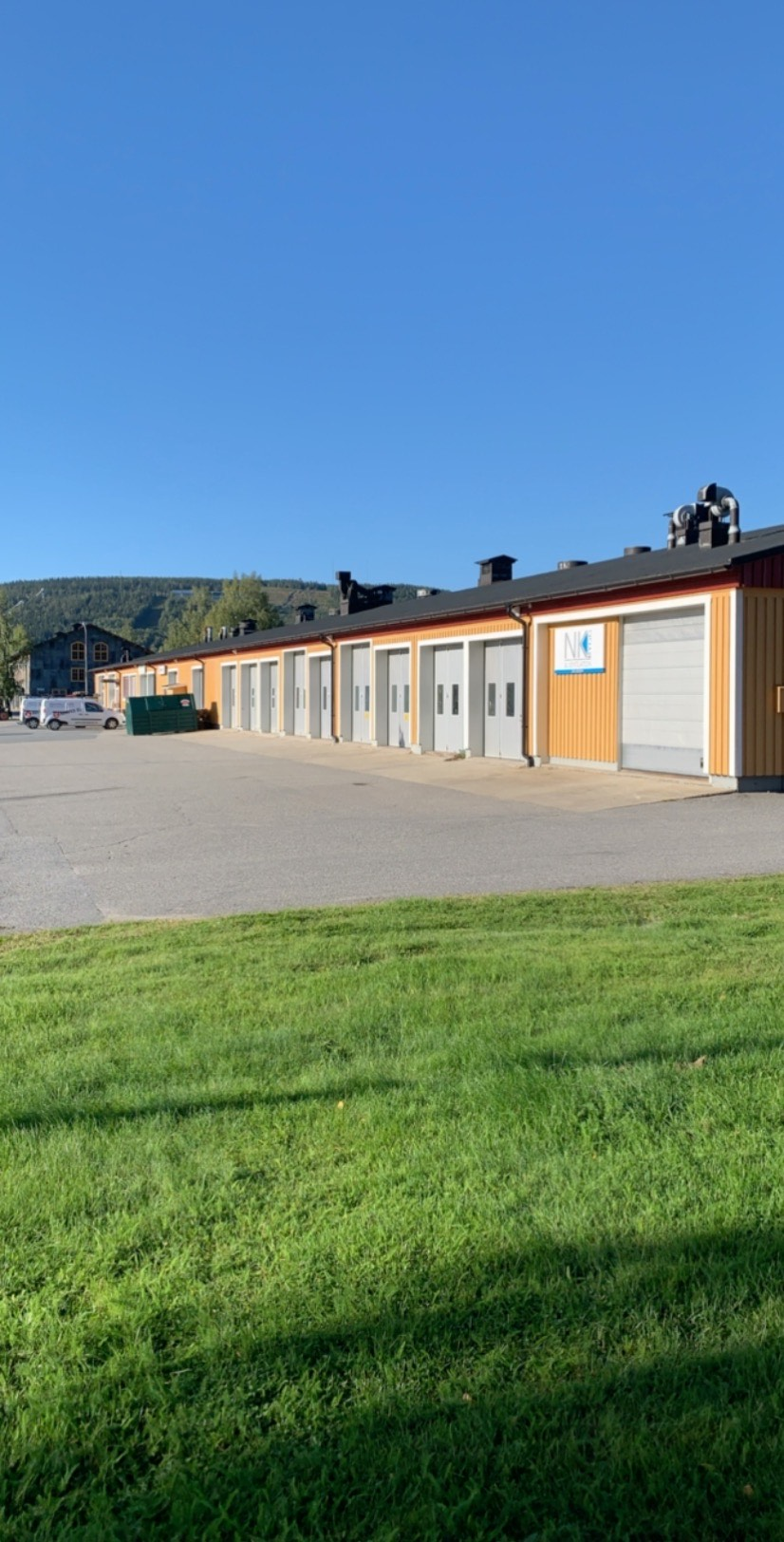
Mekskolan
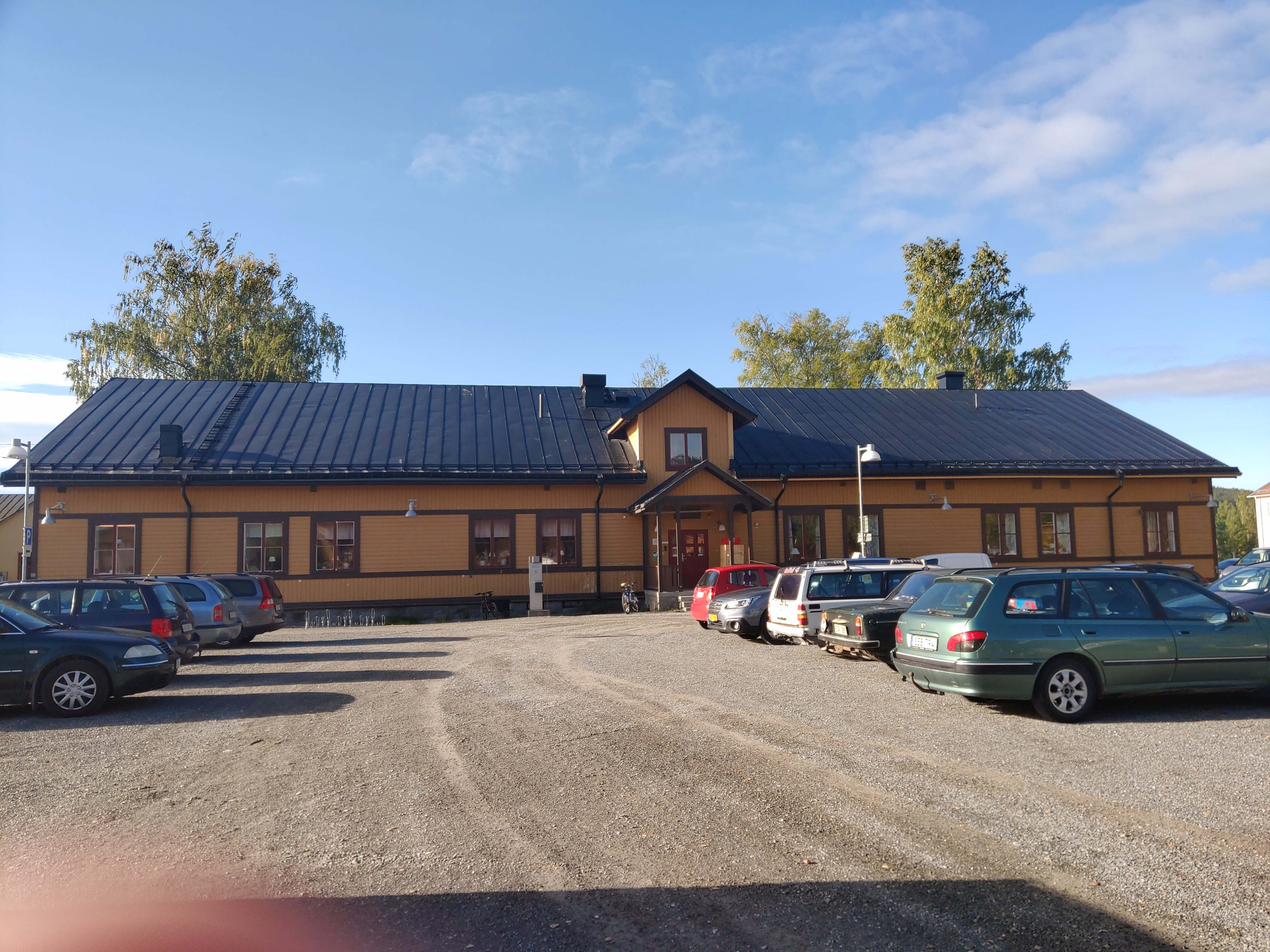
D-Kasern.
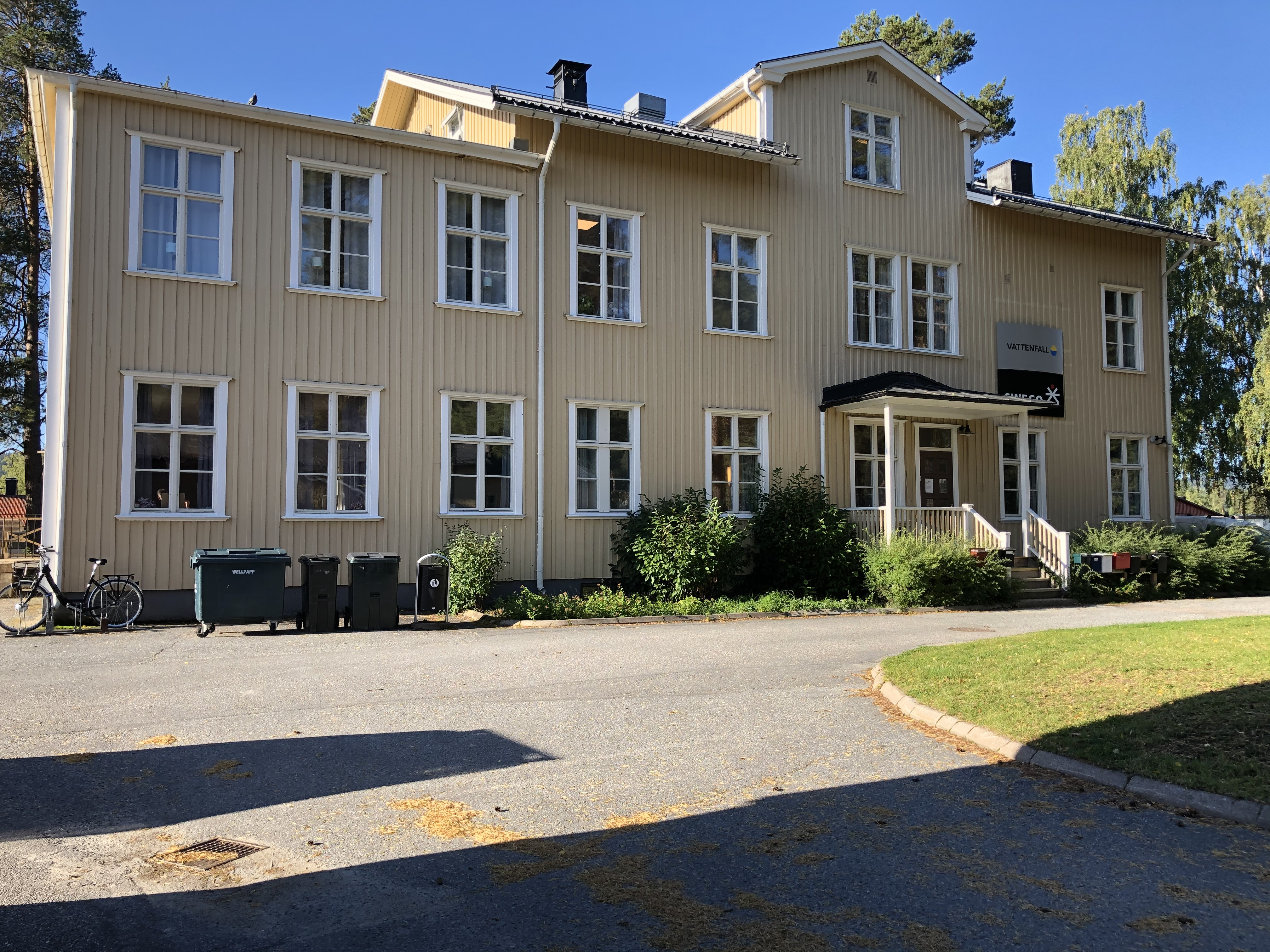
Plutonofficersmäss.
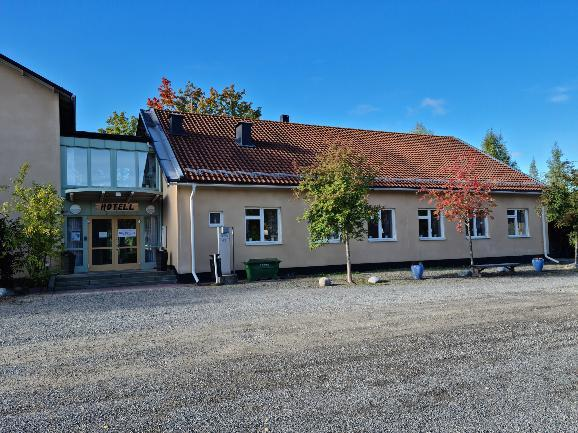
Sjukhusbyggnad.
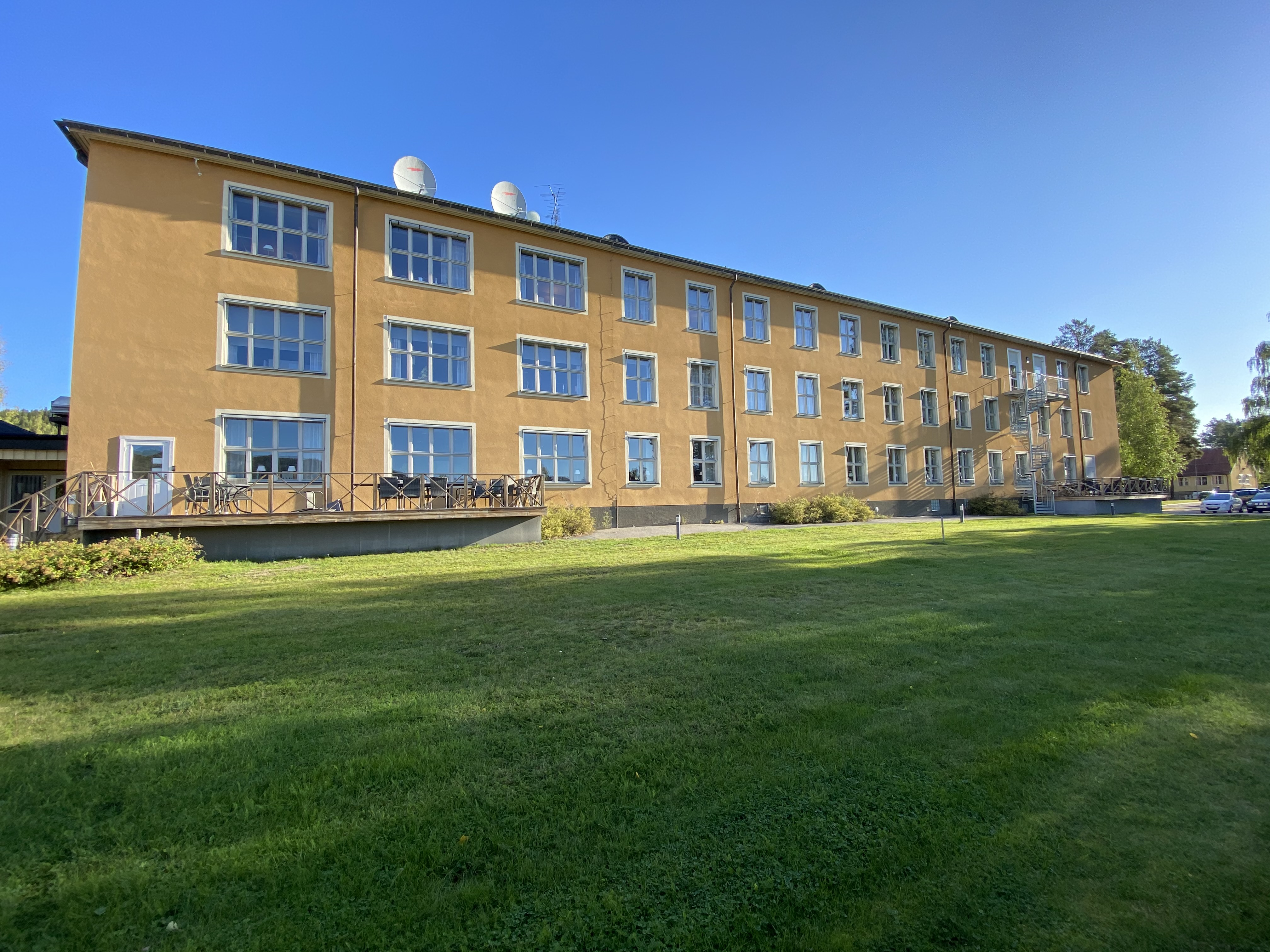
C-Kasern.